# Ле-Валь-Ларре
Ле-Валь-Ларре (фр. Le Val-Larrey) — муніципалітет у Франції, у регіоні Бургундія-Франш-Конте, департамент Кот-д'Ор. Ле-Валь-Ларре утворено 1 січня 2019 року шляхом злиття муніципалітетів Б'єрр-ле-Семюр i Фле. Адміністративним центром муніципалітету є Фле. Населення — 270 осіб (01.01.2021).